# Oroslavje
Oroslavje (kroatisk udtale: [ôroslaːvje])  er en by i distriktet Krapina-Zagorje i Kroatien.
Oroslavje omtales ofte som Porten til Kroatiske Zagorje (Vrata Hrvatskog zagorja)  på grund af dens geografiske placering og dens nærhed til byen Zagreb og Zagreb distrikt.
Oroslavje ligger 31 km fra hovedstaden  Zagreb ved motorvej A2, der forbinder Zagreb med grænseovergangen Macelj/Gruškovje med Slovenien.

## Demographics
I følge folketællingen 2011 var der 6.124 indbyggere fordelt i nedenstående  bebyggelser:
- Andraševec,  859 indb.
- Krušljevo Selo,  523 indb.
- Mokrice,  758 indb.
- Oroslavje,  3.368 indb.
- Stubička Slatina,  630 indb.

## Historie
Byens historie er tæt forbundet med de to slotte i byen (tidligere to slotte, men har nu kun et). Slottet i det såkaldte "Gornje Oroslavje" eller "Øvre Oroslavje" tilhørte tidligere Čuklinerne, efterfulgt af Vranyczanys. Det blev næsten fuldstændig ødelagt i branden i 1949 og blev senere revet ned.  Det eneste, der blev reddet, var den franske park foran slottet med et springvand. Det andet slot, der plejede at være ejet af Vojkiffy-familien, forblev hel, men det er i øjeblikket i dårlig stand. 